# Негря (Молдова)
Негря (рум. Negrea) — село у Гинчештському районі Молдови. Утворює окрему комуну.

## Населення
За даними перепису населення 2004 року у селі проживали 1985 осіб.
Національний склад населення села:
| Національність   | Кількість осіб | Відсоток   |
| ---------------- | -------------- | ---------- |
| молдавани румуни | 1955 7         | 98,5% 0,4% |
| росіяни          | 10             | 0,5%       |
| цигани           | 9              | 0,5%       |
| українці         | 4              | 0,2%       |
| Всього           | 1985           | 100%       |